# إثارة الإلكترون

رسم تخطيطي لإثارة الإلكترون ، يُظهر الإثارة بواسطة فوتون (ضوء) (يسار) وعن طريق تصادم بجسيم أولي (يمين).

تهييج الإلكترون ( اثارة الإلكترون) هو نقل إلكترون مقيد في مدار حول الذرة إلى حالة أكثر نشاطًا، لكنه لا يزال مقيدا في أحد مدارات محددة حول النواة . يكون الإلكترون الغير المثار في الذرة في مستوى طاقة أدنى ، فإذا حدث أن أثاره اصطدامم بإلكترون آخر أو بامتصاصه ضوئا (فوتون) فإنه يرتفع في الذرة إلى مدار محدد أعلى. لكنه لا يبقى مثارا لوقت طويل ، فهو يهبط ثانيا إلى مستوى الطاقة الأدنى وذلك عن طريق إطلاقه لفوتون (شعاع ضوئي ذو طول موجة محددة).
يمكن القيام بذلك عن طريق الإثارة الضوئية ، حيث يمتص الإلكترون فوتون ويكتسب كل طاقته أو عن طريق الإثارة الكهربائية حيث يتلقى الإلكترون الطاقة من إلكترون آخر يصتدم به .
داخل شبكة بلورية شبه موصلة، الإثارة الحرارية هي عملية توفر فيها (اهتزازات الشبكة) طاقة كافية لنقل الإلكترونات إلى نطاق طاقة أعلى مثل مستوى فرعي أكثر نشاطًا أو مستوى طاقة اعلى.
عندما يعود إلكترون متهييج (مثار) إلى مستوى طاقة أقل، فإنه يخضع لاسترخاء الكتروني ، ويرافق عملية (الاسترخاء الإلكتروني) انبعاث الفوتون أو نقل الطاقة إلى جسيم آخر عند عودته إلى مستوى طاقة ادنى.
وان الطاقة المنبعثة تساوي الفرق في طاقة المستويات التي انتقل بينها الإلكترون.
بشكل عام، تختلف إثارة الإلكترونات في الذرات اختلافاً كبيراً عن الإثارة في المواد الصلبة، بسبب الطبيعة المختلفة للمستويات الإلكترونية. ويمكن أن تحدث الإثارة الإلكترونية (أو إزالة الإثارة) من خلال عدة عمليات مثل:
التصادم مع إلكترونات أكثر نشاطاً (إعادة اتحاد اوجير، التأين الصدمي، ...) امتصاص / انبعاث فوتون، امتصاص عدة فوتونات (ما يسمى التأين متعدد الفوتونات) ؛ على سبيل المثال ، ضوء الليزر الأحادي اللون(تقريباً).